# Himalia (mitologia)
Himalia (gr. Ἱμαλία Himalía, łac. Himalia) – w mitologii greckiej nimfa na wyspie Rodos.
Ze swoim kochankiem, bogiem Zeusem, który uwiódł ją w postaci deszczu, miała trzech synów: Spartajosa (Siewca), Kroniosa (Przyspieszający dojrzewanie) i Kytosa (Pusty).
Imieniem nimfy został nazwany księżyc Jowisza – Himalia.